# Beni Hocine
Beni Hocine è un comune dell'Algeria, situato nella provincia di Sétif.